# Alella

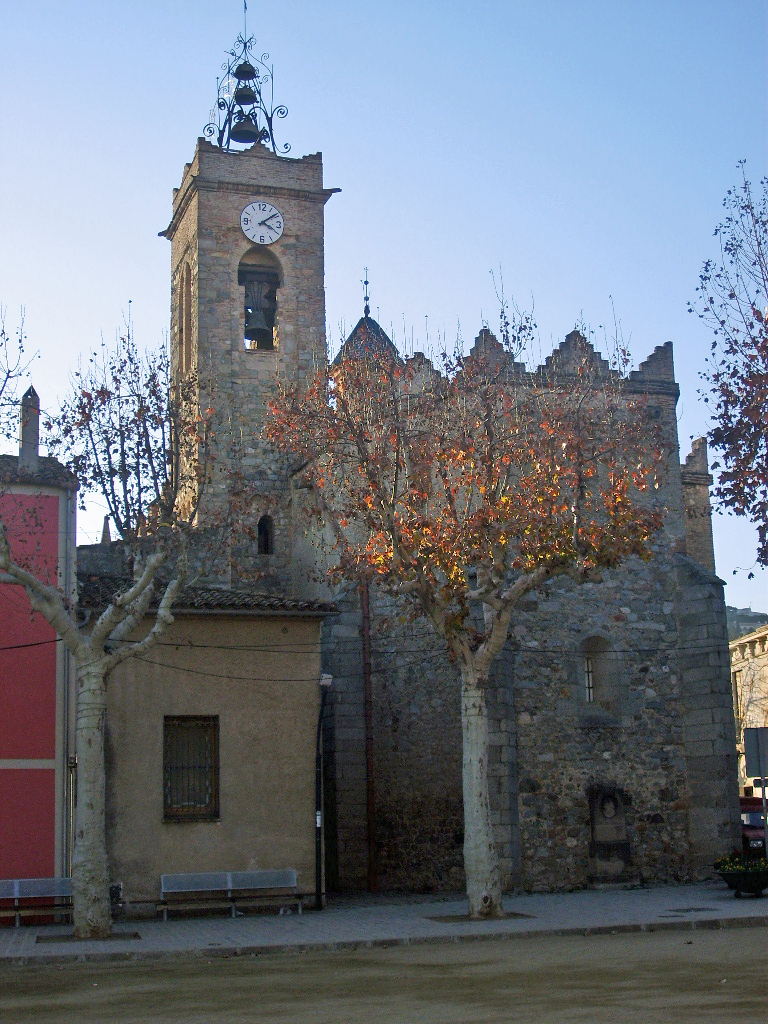
Parroquia de San Félix

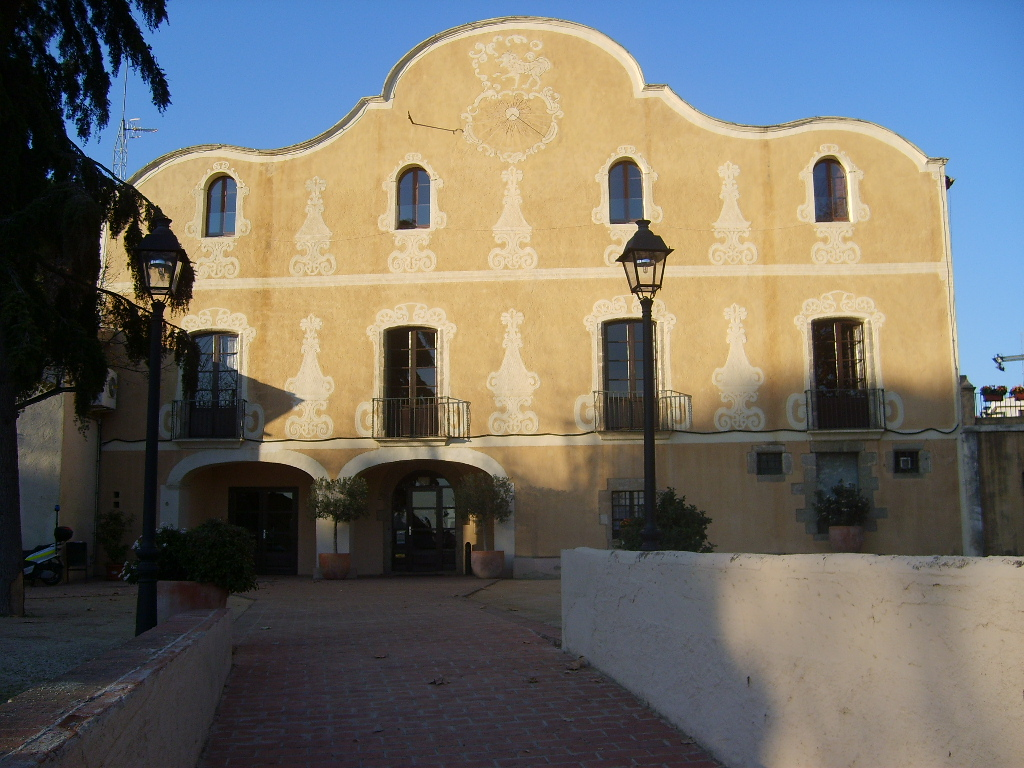
Can Lleonart

Alella es un municipio de la comarca de El Maresme. Perteneciente a la provincia de Barcelona en la comunidad autónoma de Cataluña en España. La localidad está situada en una zona montañosa, a unos 2 kilómetros del mar y a unos 18 kilómetros de Barcelona. Cuenta con una población de 10 217 habitantes (INE 2024).

## Historia
El actual municipio de Alella se encuentra documentado, por primera vez, en el año 975. La segunda cita histórica es de 980 en la que se le cita como Alela y Elella. Siempre estuvo bajo la jurisdicción del condado de Barcelona aunque los derechos fueron cedidos en varias ocasiones.
Existieron los señores de la Casa de Alella que poseían diversas masías y tierra, además de gozar del usufructo de una tercera parte de los diezmos de la parroquia. Los primeros en gozar de estas condiciones fueron la familia Banyeres, según documentos del siglo XIII. A partir del siglo XIV y durante más de dos siglos, los derechos fueron para los Desplà, linaje familiar que dio algunos nombres importantes como el de Joan Desplà, consejero de Martín el Humano.
Los derechos pasaron en 1528 a la familia Gralla; a finales del siglo XVI a la familia Montcada hasta que en 1670 las adquirió Joan B. de Mata. A mediados del siglo XIX los derechos fueron comprados por Gil Bonaventura Fabra. En 1889 se le concedió el marquesado de Alella a su sobrino, el industrial Camilo Fabra.

## Demografía
Alella cuenta con una población de 10 217 habitantes (INE 2024).
| Gráfica de evolución demográfica de Alella entre 1842 y 2021                                                          |
| |
| Población de derecho según los censos de población del INE. Población de hecho según los censos de población del INE. |

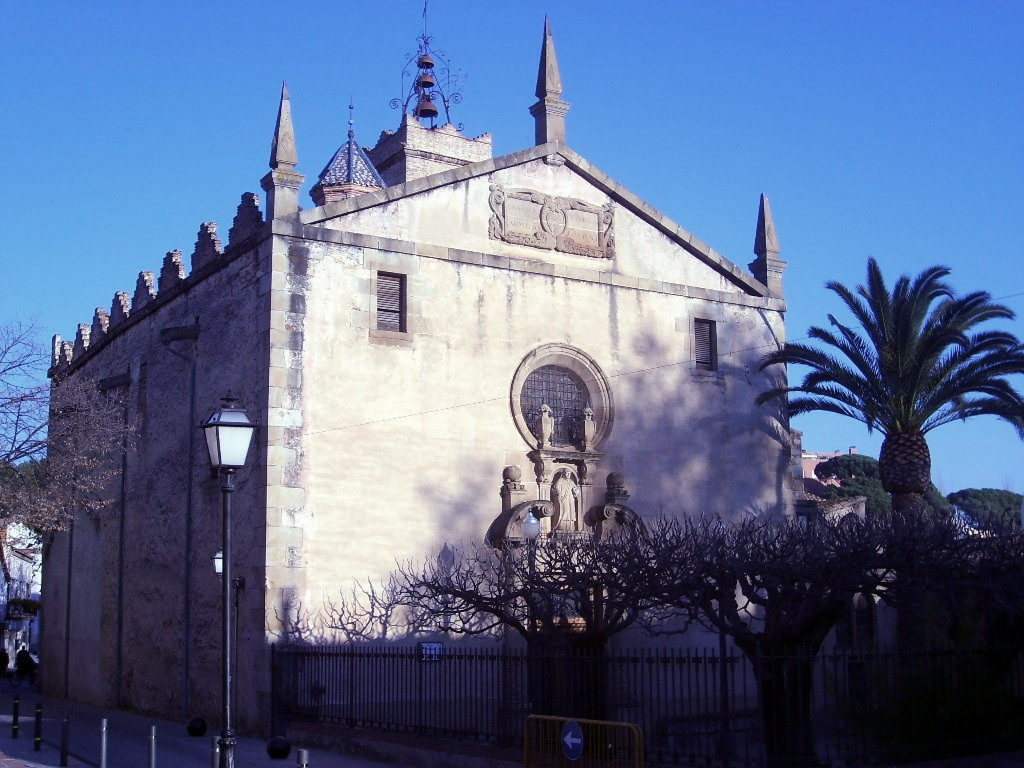
Iglesia de San Félix

- Evolución demográfica de Alella desde 1998 hasta 2006

| 1998 | 1999 | 2000 | 2001 | 2002 | 2003 | 2004 | 2005 | 2006 |
| ---- | ---- | ---- | ---- | ---- | ---- | ---- | ---- | ---- |
| 7889 | 8176 | 8413 | 8614 | 8796 | 8847 | 8831 | 8940 | 9013 |

## Cultura
La iglesia parroquial está dedicada a San Félix de Gerona. Se construyó sobre una primitiva construcción románica de la que aún se conservan los primeros cuerpos del campanario con arcuaciones lombardas. En el siglo XV se realizó una primera ampliación a la que corresponden el presbiterio. La fachada corresponde a la segunda ampliación, llevada a cabo en 1611. Es de estilo renacentista. Antoni Gaudí realizó un proyecto para la capilla del Santísimo que no se llegó a desarrollar. En el archivo parroquial se conserva el boceto original.
Las campanas de la torre proceden de la antigua torre del Virrey Amat y fueron fabricadas en Lima. Aunque se guardaron diversas piezas de valor en el interior del templo, desaparecieron en 1936. Este es el caso de un retablo de 1512 realizado por Pere Torrent. En el ábside de la iglesia se encuentra una estela en memoria de Gaudí quien pasó largas estancias en esta población.
En los alrededores de Alella se encuentran interesantes masías, algunas del siglo XIV.
Celebra su fiesta mayor el 1 de agosto, día de San Félix. En septiembre se celebra la fiesta de la vendimia con muestras de vinos y actividades populares. El segundo domingo del mes de junio tiene lugar el aplec de l’arròs, día en el que se realiza un concurso gastronómico de arroces.

### Edificios de interés
- Iglesia de San Félix, construcción románica
- Cal Marqués, edificio clasicista
- Casa Alella o de las Cuatro Torres, edificio ecléctico (siglo XIX)
- Escuelas Pías o Cal gobernador, edificio neoclásico-historicista (sigloXIX)
- Masía Can Magarola

## Economía
La agricultura de Alella se basa, principalmente, en la producción vinícola. Hay una importante producción de vino, preferentemente blanco, con denominación de origen propia: Alella. La Cooperativa Alella Vinícola, fundada en 1906, es la principal productora y fue una de las primeras bodegas cooperativas de Cataluña. El vino de la Denominación de Origen Alella (D.O. Alella) procede de las viñas cultivadas en la propia localidad de Alella, y también de los términos municipales vecinos de Tiana, Montgat, El Masnou, Teiá, y otros. Se cultivan también flores ornamentales, principalmente rosas y claveles. En los últimos años ha crecido mucho como centro residencial debido a su cercanía respecto a Barcelona.

## Administración y política
- Resultado de las elecciones municipales del año 2023.

| Partido      | Votos         | Concejales |
| ------------ | ------------- | ---------- |
| ERC+SXA - AM | 1537 (40,13%) | 8          |
| CM           | 913 (23,83%)  | 4          |
| PP           | 501 (13,18%)  | 2          |
| AP-PSC-CP    | 455 (11,87%)  | 2          |
| MPIC         | 268 (6,99%)   | 1          |